# Chromocentr
Chromocentr – chromosom lub odcinek chromosomu, który pozostaje silnie upakowany podczas
interfazy, zbudowany jest z heterochromatyny.